# سيث لوتشهيد
سيث لوتشهيد (بالإنجليزية: Seth Lochhead)  (و. 1981 –  م) هو كاتب سيناريو، ومخرج مسرحي، وكاتب مسرحي من كندا. ولد في نانيامو إي، كولومبيا البريطانية. 

## وصلات خارجية
- سيث لوتشهيد على موقع IMDb (الإنجليزية)
- سيث لوتشهيد على موقع ألو سيني (الفرنسية)
- سيث لوتشهيد على موقع أول موفي (الإنجليزية)
- سيث لوتشهيد على موقع قاعدة بيانات الأفلام السويدية (السويدية)
- سيث لوتشهيد على موقع قاعدة بيانات الفيلم (الإنجليزية)
- سيث لوتشهيد على موقع كينوبويسك (الروسية)